# 加尔甘塔劳利亚
加尔甘塔劳利亚，是西班牙埃斯特雷马杜拉卡塞雷斯省的一个市镇。总面积48平方公里，总人口1147人（2001年），人口密度24人/平方公里。